# Vincent Lacoste
Vincent Lacoste, född 3 juli 1993 i Paris, är en fransk skådespelare.
d'Assumçao har bland annat medverkat i filmerna Asterix & Obelix och britterna, Sahara och Tid att älska.

## Filmografi (i urval)
- 2012 – Asterix & Obelix och britterna
- 2017 – Sahara
- 2018 – Plaire, aimer et courir vite
- 2023 – Tid att älska
- 2023 – Ett riktigt jobb